# Bad Hofgastein
Bad Hofgastein este un târg și o stațiune balneo-climaterică, din lanul Sazburg districtul Sankt Johann im Pongau, Austria.